# Eugen Würzburger
Eugen Würzburger (* 23. August 1858 in Bayreuth; † 29. April 1938 in Leipzig) war ein deutscher Statistiker und Hochschullehrer.

## Leben und Wirken
Eugen Würzburger studierte von 1873 bis 1879 Neuere Philologien an den Universitäten München, Berlin und Heidelberg; an der Universität Heidelberg promovierte er 1879 zum Dr. phil. Zunächst war er kurze Zeit (1880/81) als Voluntär am Königlich Preussischen Statistischen Bureau und am Statistischen Amt der Stadt Berlin beschäftigt. Von 1881 bis 1884 war er Mitglied der Statistischen Generaldirektion des Königreichs Italien in Rom. 1885 arbeitete er im Büro des deutschen Kolonialvereins in Berlin und von 1886 bis 1890 im Kaiserlichen Statistischen Amt in Berlin. Im Jahre 1889 promovierte er „in absentia“ bei dem Statistiker Gustav von Rümelin an der Eberhard Karls Universität Tübingen im Fach Staats- und Wirtschaftswissenschaften. Seit 1890 war er als Statistiker in Dresden tätig, zunächst beim Statistischen Amt der Stadt Dresden, dessen Direktor er von 1894 bis 1902 war. Von 1902 bis 1923 wirkte er als Direktor bzw. Präsident des sächsischen Statistischen Landesamts. 1909 wurde er zum Geheimen Regierungsrat ernannt. In den Jahren von 1919 bis 1928 lehrte Würzburger außerdem als Professor für Statistik an der Universität Leipzig.
Im Jahre 1917 arbeitete der hierfür beurlaubte Würzburger beim Aufbau einer Generaldirektion der türkischen Reichsstatistik in Konstantinopel mit.

## Veröffentlichungen (Auswahl)
- Die Staatseinkünfte Italiens. In: Jahrbuch für Gesetzgebung, Verwaltung und Volkswirtschaft im deutschen Reich, Jg. 10 (1886), S. 925–948.

- Ueber die Vergleichbarkeit kriminalstatistischer Daten. In: Jahrbücher für Nationalökonomie und Statistik, Bd. 14 (1887), S. 505–525 (zugleich Dissertation Universität Tübingen).

- Noch einiges über die Erhebung und Verarbeitung kriminalistischer Daten. In: Zeitschrift für die gesamte Strafrechtswissenschaft, Bd. 8 (1888), S. 723–738.
- Die sprachlichen Verhältnisse der Bevölkerung des Königreichs Sachsen. In: Zeitschrift des Sächsischen Statistischen Landesamtes, Bd. 48 (1902), S. 170–182.

- Die sächsische Einkommensteuerstatistik als Maßstab für die Beurteilung der Einkommensverhältnisse. In: Zeitschrift des Königlich Sächsischen Statistischen Bureaus, Bd. 50 (1904), S. 1–29.
- Die sächsische Einkommensteuerstatistik für das Jahr 1902. In: Zeitschrift des Königlich Sächsischen Statistischen Bureaus, Bd. 50 (1904), S. 30–62.
- Wohnungstatistik einiger Mittel- und Kleinstädte. In: Zeitschrift des Königlich Sächsischen Statistischen Bureaus, Bd. 50 (1904), S. 175–210.

- (Mitautor): Sächsische Kriminalstatistik für das Jahr 1882 bis 1908. In: Zeitschrift des Königlich Sächsischen Statistischen Bureaus, Bd. 52 (1906), S. 160–207.
- (Mitautor): Die Volkszählung vom 1. September 1905. In: Zeitschrift des Königlich Sächsischen Statistischen Bureaus, Bd. 52 (1906), S. 215–332.
- Die Einschätzungen zur Einkommensteuer auf das Jahr 1906 und zur Ergänzungssteuer auf das Jahr 1906 und 1907. In: Zeitschrift des Sächsischen Statistischen Landesamtes, Bd. 53 (1907), S. 49–106.

- Die Bearbeitung der Statistik der Bevölkerungsbewegung durch die Statistischen Ämter im Deutschen Reiche (= Allgemeines Statistisches Archiv, Ergänzungsheft). Laupp, Tübingen 1909.
- (mit Arno Pfütze): Die Berufs- und Betriebszählung vom 12. Juni 1907. In: Zeitschrift des Sächsischen Statistischen Landesamtes, Bd. 55 (1909), S. 1–107.
- Die Einschätzungen zur Einkommen- und zur Ergänzungssteuer auf die Jahre 1910 und 1912. In: Zeitschrift des Sächsischen Statistischen Landesamtes, Bd. 60 (1914), S. 1–73.
- Wie die Reparationsforderungen begründet wurden (= Probleme des Geld- und Finanzwesens, Bd. 9). Akademische Verlagsges., Leipzig 1929.
- (Bearb., mit Ernst Roesner): Hübners geographisch-statistische Tabellen aller Länder der Erde. 70. Ausg. Seidel, Wien 1929.
- Die Ursachen des neueren Geburtenrückgangs. In: Schmollers Jahrbuch für Gesetzgebung, Verwaltung und Volkswirtschaft, Bd. 55 (1931), H. 1, S. 109–117.
- Zur Literatur und Methode der Nationalitäten- und Sprachenstatistik. In: Deutsche Hefte für Volks- und Kulturforschung, Jg. 2 (1931/32), S. 154–164.